# Коса (филм)
Вижте пояснителната страница за други значения на Коса.
„Коса“ (на английски: Hair) е американски музикален трагикомичен филм от 1979 година, дело на режисьора Милош Форман.
Сценарият на Майкъл Уелър е базиран на популярния едноименен мюзикъл, като филмът е заснет близо дванадесет години след премиерата на пиесата. В основата на сюжета е срещата по време на Виетнамската война на новобранец от Средния Запад с група хипита в Ню Йорк. В главните роли участват Джон Савидж, Трийт Уилямс, Бевърли Д`Анжело, Ани Голдън, Шеръл Барнс и Дорси Райт.
Филмът е номиниран за наградата „Сезар“ за най-добър чуждестранен филм, както и за наградата „Златен глобус“.

## Песни от филма
1. Aquarius/Let the Sunshine In
2. Sodomy
3. Donna
4. Hashish
5. Colored Spade
6. Manchester
7. I'm Black/Ain't Got No
8. I Got Life
9. Hair
10. L.B.J.
11. Electric Blues/Old Fashioned Melody
12. Hare Krishna
13. Where Do I Go
14. Black Boys
15. White Boys
16. Walking in Space
17. Easy to be Hard
18. 3-5-0-0
19. Good Morning Starshine
20. The Flesh Failures/Let the Sunshine In